# Velké Hoštice
Velké Hoštice település Csehországban, a Opavai járásban. Velké Hoštice Opava, Kravaře, Oldřišov, Štítina és Chlebičov településekkel határos. Lakosainak száma 1830 fő (2024. január 1.).

## Népesség
A település lakosságának változását az alábbi diagram mutatja:
| Lakosok száma | 1125 | 1168 | 1269 | 1564 | 1588 | 1756 | 1825 | 1843 | 1772 | 1830 |
|               | 1869 | 1900 | 1921 | 1961 | 1980 | 2011 | 2016 | 2019 | 2021 | 2024 |